# Йолтур Вальгардссон
Заголовок цієї статті — це ісландське ім'я, де Йолтур — особове ім'я, а Вальгардссон — ім'я по батькові. 
Йолтур Вальгардссон (ісл. Hjörtur Logi Valgarðsson, нар. 27 вересня 1988, Рейк'явік) — ісландський футболіст, захисник клубу «Гетеборг» та національної збірної Ісландії.

## Клубна кар'єра
У дорослому футболі дебютував 2006 року виступами за команду клубу «Гапнарф'ярдар», в якій провів чотири сезони, взявши участь у 70 матчах чемпіонату.
До складу клубу «Гетеборг» приєднався 2011 року. Наразі встиг відіграти за команду з Гетеборга 40 матчів в національному чемпіонаті.

## Виступи за збірні
2006 року дебютував у складі юнацької збірної Ісландії, взяв участь у 7 іграх на юнацькому рівні.
Протягом 2008-11 років залучався до складу молодіжної збірної Ісландії. На молодіжному рівні зіграв у 14 офіційних матчах, забив 1 гол. Разом із командою брав участь у молодіжному чемпіонаті Європи з футболу, що проходив 2011 року у Данії.
2008 року дебютував в офіційних матчах у складі національної збірної Ісландії. Наразі провів у формі головної команди країни 7 матчів.

## Титули і досягнення
- Чемпіон Ісландії (2):

«Гапнарф'ярдар»: 2008, 2009
- Володар Суперкубка Ісландії (3):

«Гапнарф'ярдар»: 2007, 2009, 2010
- Володар Кубка ісландської ліги (3):

«Гапнарф'ярдар»: 2007, 2009, 2022
- Володар Кубка Ісландії (2):

«Гапнарф'ярдар»: 2007, 2010
- Володар Кубка Швеції (1):

«Гетеборг»: 2012-13